# Mr. Mix at the Mardi Gras
Mr. Mix at the Mardi Gras è un cortometraggio muto del 1910.

## Trama
Le avventure di mister Mix che, arrivato a New Orleans per il martedì grasso, si mette a corteggiare Elaine, una bella signora che lo pianta per andarsene via al braccio di un aitante giovanotto. Ritornato in albergo, Mix viene messo sottochiave dalla moglie; riesce però a fuggire, ma finisce nell'incappare in una lunga serie di disavventure mentre è alla ricerca del suo perduto amore.

## Produzione
Il film fu prodotto dalla Selig Polyscope Company.

## Distribuzione
Distribuito dalla Selig Polyscope Company, il film - un cortometraggio in una bobina - uscì nelle sale cinematografiche statunitensi il 25 aprile 1910.